# Канарски певец
Канарски певец (Phylloscopus canariensis) е вид птица от семейство Phylloscopidae.

## Разпространение и местообитание
Разпространен е в Испания.